# 4084-es busz
A 4084-es jelzésű autóbuszvonal Kazincbarcika és a Jósvafő-Aggtelek vasútállomás között húzódó helyközi vonal, amelyet a Volánbusz Zrt. üzemeltet Ormosbánya érintésével.

## Útvonala
Kazincbarcika autóbusz-állomásról indul. Az Építők útján, a kórház felé halad, majd a Szent Flórián teret tűzi ki céljául. Kihajt a 26-os főútra, de rövidesen Múcsony irányába megy tovább a 2606-os mellékúton és a 4080-as busszal azonos útvonalon, keresztezi a Miskolc–Bánréve–Ózd vasútvonalat. A Sajó fölött áthaladva éri el a települést és a vele összenőtt Szuhakállót. Itt kanyarodik Izsófalva felé, egyetlen, naponta közlekedő járata Rudolftelepre is kitér. A községet a szomszédos Ormosbánya követi, 3 kilométer múlva érkezik Rudabányára, a környék egyik kisvárosába. Mindössze egy forda érinti a központi fürdőt, a többi az egykori vasútállomás után rögtön Szuhogy felé tart. A vonal 28. kilométerén Szendrőbe érkezik és a 27-es főúton folytatja útját. A Sajószentpéterről induló főútvonalon Szalonna nevezetű falut keresi fel és Perkupát, az utóbbi közigazgatási területén elhelyezkedő Jósvafő-Aggtelek vasútállomáson (nevével ellentétben több, mint 10-15 kilométer választja el a településektől) végállomásoznak a szólók.

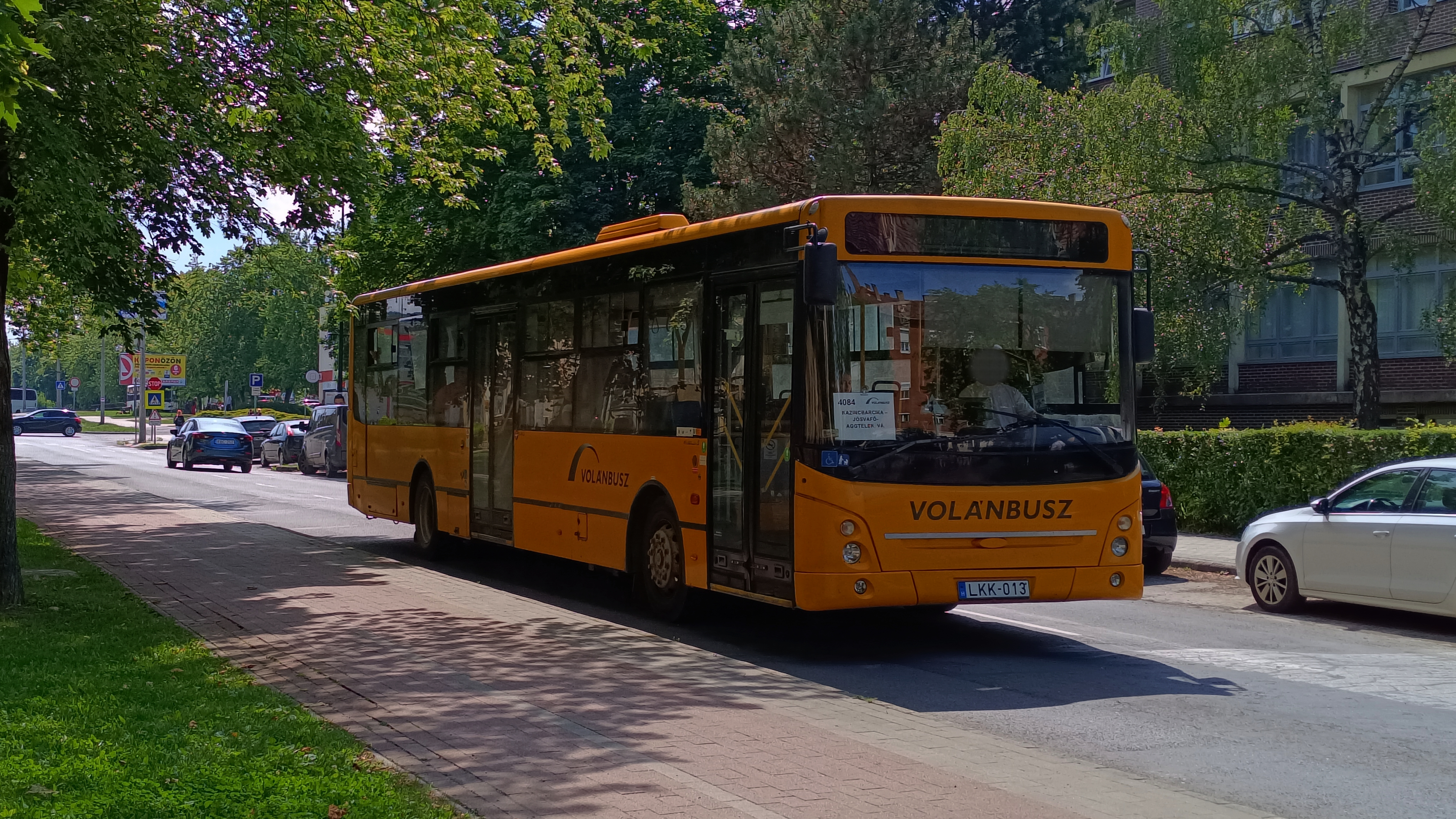
A naponta közlekedők egyike

Ellentétes irányban csak Perkupáról van indítása és csak Szendrőig.

Késő délután Irisbus Crossway teszi meg az 50 kilométert

## Közlekedése
Indításszáma alacsony, útvonalán más vonalszámú autóbuszokkal is közvetlen eljutás biztosított, eltérő számozás kizárólag a rudolftelepi kitérése és a járásközpontban az autóbusz-állomásról való indításából adódik.
| Viszonylat                                      | Indításszám | Közlekedési rend |
| ----------------------------------------------- | ----------- | ---------------- |
| Kazincbarcika, aut. áll. – Jósvafő-Aggtelek vá. | 2 oda       | munkanapokon     |
| Kazincbarcika, aut. áll. – Jósvafő-Aggtelek vá. | 1 oda       | hétvégén         |
| Szendrő, Fő tér – Perkupa vmh.                  | 1 vissza    | tanítási napokon |
| Szendrő, Fő tér – Perkupa vmh.                  | 1 pár       | szabadnapokon    |

## Megállóhelyei
| 0                              | Kazincbarcika, autóbusz-állomás végállomás      | 0.0 km  | 3, 9 1054 3408, 3756, 3763, 3764, 3765, 3766, 3767, 3770, 3772, 3773, 4040, 4041, 4046, 4047, 4048, 4050, 4052, 4057, 4059, 4060, 4065, 4066, 4069, 4070, 4075, 4080, 4082, 4083, 4154                                                              |
| 1                              | Kazincbarcika, Ifjúmunkás tér                   | 0.8 km  | 3 3408, 3756, 3763, 3764, 3765, 3770, 3772, 3773, 4040, 4041, 4044, 4047, 4048, 4050, 4052, 4057, 4059, 4060, 4065, 4066, 4069, 4070, 4075, 4080, 4082, 4083, 4153                                                                                  |
| 2                              | Kazincbarcika, kórház                           | 1.2 km  | 3 1054 3408, 3756, 3763, 3764, 3765, 3770, 3772, 3773, 4040, 4041, 4044, 4047, 4048, 4050, 4052, 4057, 4059, 4060, 4065, 4066, 4069, 4070, 4075, 4080, 4082, 4083, 4153                                                                             |
| 3                              | Kazincbarcika, városháza                        | 1.6 km  | 3 1369, 1384, 1410, 1411 3756, 3763, 3764, 3765, 3770, 3772, 3773, 4040, 4041, 4044, 4047, 4048, 4050, 4052, 4059, 4060, 4063, 4065, 4067, 4069, 4070, 4075, 4080, 4082, 4083                                                                       |
| 4                              | Kazincbarcika, központi iskola                  | 2.0 km  | 3756, 3763, 3764, 3765, 3770, 3772, 3773, 4040, 4041, 4044, 4047, 4048, 4050, 4052, 4059, 4060, 4063, 4065, 4067, 4069, 4070, 4075, 4080, 4082, 4083                                                                                                |
| 5                              | Kazincbarcika, temető                           | 2.7 km  | 3756, 3763, 3764, 3765, 3766, 3767, 3770, 3772, 3773, 4040, 4041, 4044, 4046, 4047, 4048, 4050, 4052, 4059, 4060, 4063, 4065, 4066, 4067, 4069, 4070, 4075, 4080, 4082, 4083                                                                        |
| 6                              | Kazincbarcika, Szent Flórián tér                | 3.6 km  | 1054, 1369, 1384, 1410, 1411 3756, 3763, 3764, 3765, 3766, 3767, 3769, 3770, 3772, 3773, 4040, 4041, 4043, 4044, 4045, 4046, 4047, 4048, 4050, 4052, 4058, 4059, 4061, 4063, 4065, 4066, 4067, 4069, 4070, 4075, 4079, 4080, 4081, 4082, 4083, 4194 |
| 7                              | Kazincbarcika, VGV telep                        | 4.3 km  | 3769, 3772, 4040, 4041, 4043, 4044, 4069, 4070, 4075, 4078, 4079, 4080, 4081, 4082, 4083 személyvonat – Kazincbarcika alsó [92.] |
| 8                              | Szeles IV. akna                                 | 6.0 km  | 3772, 4040, 4041, 4043, 4044, 4069, 4070, 4075, 4078, 4079, 4080, 4081, 4082, 4083 |
| 9                              | Múcsony, kazincbarcikai elágazás                | 7.4 km  | 3769, 3772, 4040, 4041, 4043, 4044, 4069, 4070, 4075, 4078, 4079, 4080, 4081, 4082, 4083 |
| 10                             | Múcsony (Alberttelep), kultúrház                | 8.2 km  | 3769, 3774, 4069, 4070, 4075, 4078, 4079, 4080, 4081, 4082, 4083, 4095 |
| 11                             | Szuhakálló, ormosi elágazás                     | 8.6 km  | 3769, 4080, 4081, 4082, 4083, 4095 |
| 12                             | II. akna bejárati út                            | 9.1 km  | 3769, 4080, 4081, 4082, 4083, 4095 |
| Naponta 1 alkalommal érintett. |                                                 |         | |
| ∫                              | Rudolftelep, Vár-lak alsó                       | ∫       | 4080, 4083 |
| ∫                              | Rudolftelep, Vár-lak                            | ∫       | 4080, 4083 |
| ∫                              | Rudolftelep, Vár-lak felső                      | ∫       | 4080, 4083 |
| ∫                              | Rudolftelep, Vár-lak                            | ∫       | 4080, 4083 |
| ∫                              | Rudolftelep, Vár-lak alsó                       | ∫       | 4080, 4083 |
| 13                             | Izsófalva, kurityáni elágazás                   | 10.6 km | 3769, 4080, 4081, 4082, 4083, 4095 |
| 14                             | Izsófalva, községháza                           | 11.1 km | 3769, 4080, 4081, 4082, 4083, 4095 |
| 15                             | Izsófalva, szakkórház                           | 12.2 km | 3769, 4080, 4081, 4082, 4083, 4095 |
| 16                             | Ormosbánya, sporttelep                          | 13.4 km | 3769, 4080, 4081, 4082, 4083, 4095 |
| 17                             | Ormosbánya, iskola                              | 13.9 km | 3769, 4080, 4081, 4082, 4083, 4095 |
| 18                             | Ormosbánya, Bányász utca 28.                    | 14.9 km | 3769, 4080, 4081, 4082, 4083, 4095 |
| 19                             | Kolostanya                                      | 15.7 km | 4080, 4081, 4082, 4083, 4095 |
| 20                             | BRV II/2 vízátemelőtelep                        | 16.5 km | 4080, 4081, 4082, 4083, 4095 |
| 21                             | Erdőszállás                                     | 17.2 km | 4080, 4081, 4082, 4083, 4095 |
| 22                             | Rudabánya, vasútállomás bejárati út             | 18.7 km | 3769, 4080, 4081, 4082, 4083, 4095 |
| Naponta 1 alkalommal érintett. |                                                 |         | |
| ∫                              | Rudabánya, központi fürdő                       | ∫       | 3769, 4080, 4081, 4082, 4083, 4095, 4108, 4120 |
| 23                             | Rudabánya, ormosi elágazás                      | 19.1 km | 4081, 4082, 4083, 4120 |
| 24                             | Rudabánya, kápolna                              | 20.1 km | 4082, 4083, 4120 |
| 25                             | Szuhogy, József Attila utca 87.                 | 23.4 km | 4081, 4082, 4083, 4120 |
| 26                             | Szuhogy, italbolt                               | 24.1 km | 4081, 4082, 4083, 4120 |
| 27                             | Szuhogy, tsz-major                              | 25.1 km | 4081, 4082, 4083, 4120 |
| 28                             | Szendrő, alumíniumgyár                          | 27.8 km | 4081, 4082, 4083, 4120 |
| 29                             | Szendrő, vasútállomás bejárati út               | 28.4 km | 4081, 4082, 4083, 4120 személyvonat – Szendrő [94.] |
| 30                             | Szendrő, galvácsi elágazás                      | 29.3 km | 3703, 3704, 3707, 3708, 3709, 3775, 3793, 4041, 4081, 4082, 4083, 4092, 4093, 4120 |
| 31                             | Szendrő, Fő tér vonalközi végállomás            | 29.7 km | 3703, 3704, 3707, 3708, 3709, 3775, 3793, 4041, 4081, 4082, 4083, 4092, 4093, 4120 |
| 32                             | Szendrő, mezőgazdasági telep                    | 31.2 km | 3704, 3707, 3708, 3709, 3775, 4041, 4081, 4082, 4083 |
| 33                             | Csehipuszta                                     | 32.5 km | 3704, 3707, 3708, 3709, 3775, 4041, 4081, 4082, 4083 |
| 34                             | Szalonna, bolt                                  | 35.0 km | 3703, 3704, 3707, 3708, 3709, 3775, 4041, 4081, 4082, 4083, 4121 |
| 35                             | Szalonna, Kossuth utca 57.                      | 36.0 km | 3703, 3704, 3707, 3709, 4081, 4082, 4121 |
| 36                             | Perkupa, községháza                             | 39.9 km | 3703, 3704, 3707, 4081, 4108, 4123, 4132, 4136 |
| Az itt végállomásozók érintik. |                                                 |         | |
| ∫                              | Perkupa vasúti megállóhely vonalközi végállomás | ∫       | 3703, 3704, 3707, 4081, 4108, 4123, 4132, 4136 személyvonat – Perkupa [94.] |
| 37                             | Jósvafő-Aggtelek vasútállomás végállomás        | 42.1 km | 3703, 3704, 3707, 4081, 4125, 4136 személyvonat – Jósvafő-Aggtelek [94.] |